# Drehgestell Bauart Minden-Deutz

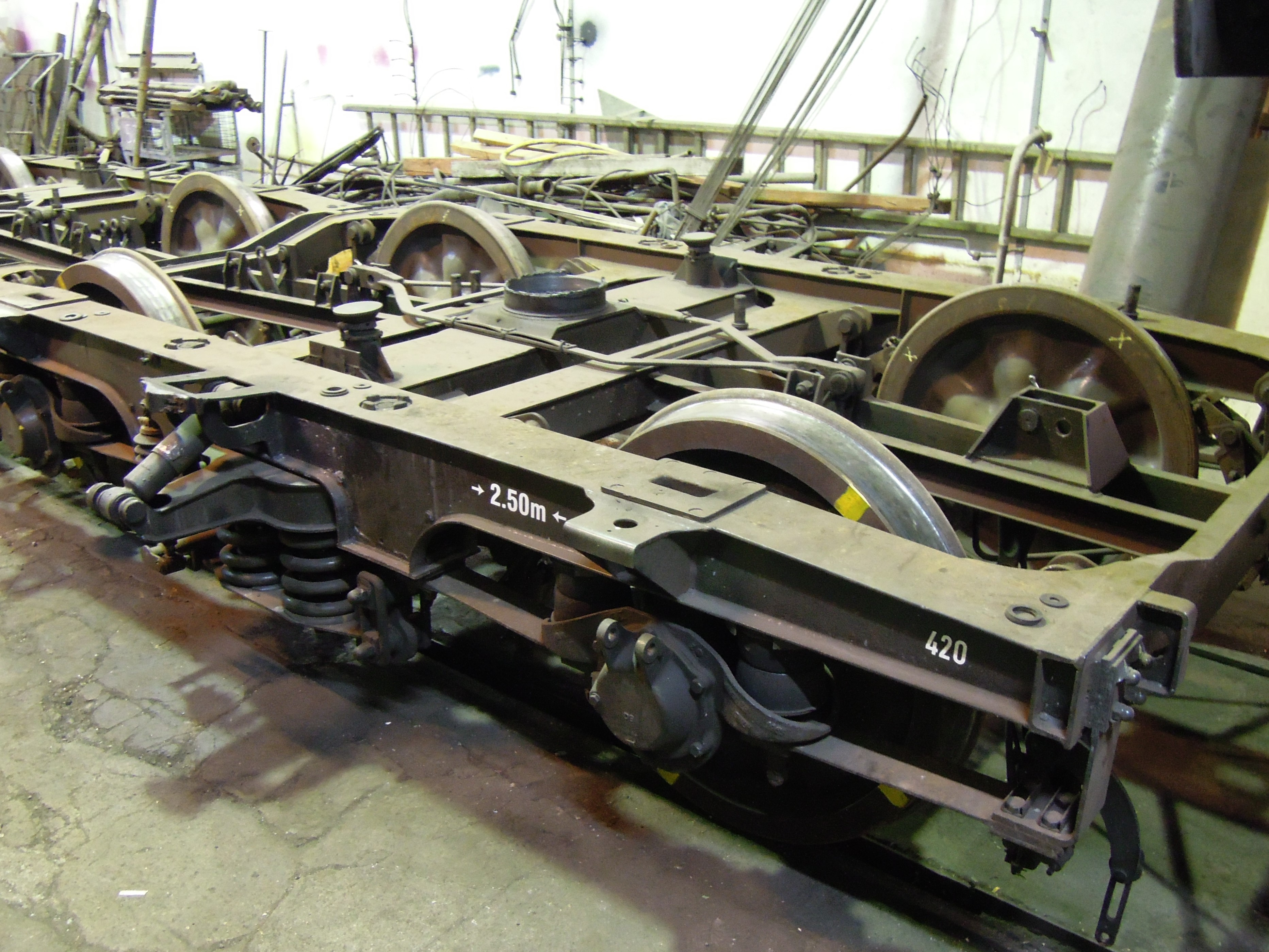
Drehgestell der Bauart MD 420 für den Einsatz unter einem n-Wagen

Die Bauart Minden-Deutz ist eine Familie von Drehgestellen für Reisezugwagen, die von 1948 an durch Westwaggon, Klöckner-Humboldt-Deutz und Waggon Union entwickelt wurde. Minden-Deutz-Drehgestelle wurden unter anderem in den n-Wagen, in den Bpmz-Wagen, in den Bvmz-Wagen und in den Mittelwagen des ICE 1 verwendet.

## Anfänge

### Entwicklung und erste Auslieferung
Vor dem Zweiten Weltkrieg wurde für Drehgestelle für Reisezugwagen häufig die Bauart Görlitz verwendet. Von 1948 bis 1950 erfolgte die Neuentwicklung eines Drehgestells durch die Vereinigte Westdeutsche Waggonfabriken (VWW oder Westwaggon) in Köln-Deutz und das Bundesbahnzentralamt (BZA) Minden. Die Entwicklung verantwortete der beim BZA zuständige Dezernent für Reisezugwagen, Adolf Mielich. Die beiden Standorte finden sich im Namen der Drehgestellfamilie wieder. Die erste Auslieferung von Minden-Deutz-Drehgestellen fand 1951 statt: 1000 Drehgestelle für UIC-X-Wagen wurden gefertigt.

### Etablierung zahlreicher Varianten

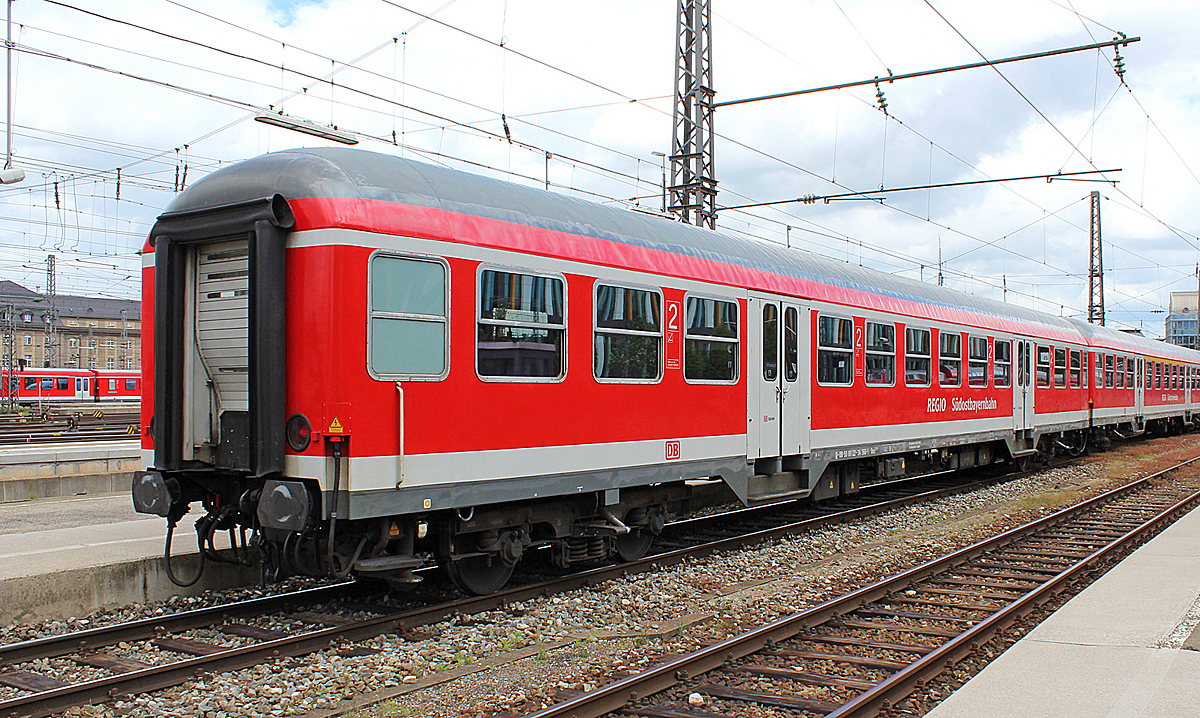
Ein n-Wagen mit Minden-Deutz-Drehgestellen

In der Folgezeit wurden unterschiedliche Varianten des Drehgestells entwickelt. Mit Bezeichnungen zwischen MD 32 und MD 38 wurden Drehgestelle für 16 t Achslast bezeichnet, die leichte Ausführung für Achslasten bis 12,5 t erhielt die Bezeichnungen MD 40 bis MD 44. Kleinere Unterschiede in der Ausführung wurden mit einer dritten Zahl in der Bauartbezeichnung erfasst. Allen Minden-Deutz-Drehgestellen gemeinsam war der Achsabstand von 2500 mm und der Einbau einer Wiege. Die höchsten fahrplanmäßig erreichbaren Geschwindigkeiten lagen bei 140 km/h, in Schnellfahrversuchen wurden höhere Geschwindigkeiten erreicht.
Einsatz fanden diese Varianten der Minden-Deutz-Drehgestelle bei der Deutschen Bundesbahn in Umbau-Wagen der Gattung B4yg und in den n-Wagen. MD 44 wurden auch unter Autotransportwagen der Gattung DDm montiert. 1964 markierte die Einführung des Drehgestells MD 36 einen besonderen Erfolg. Von diesem Typ wurden 7500 Drehgestelle gebaut, davon erhielt die Deutsche Bundesbahn 4000 Drehgestelle, vornehmlich in m-Wagen eingebaut.

### Produktion durch Waggon Union und Lizenzfertigung

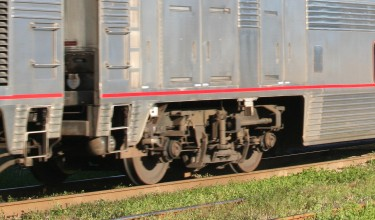
Drehgestell der Bauart MD 76 unter einem Superliner-Doppelstockwagen der Amtrak

1953 erwarb das Unternehmen Klöckner-Humboldt-Deutz (KHD) Anteile an den Vereinigten Westdeutschen Waggonfabriken und übernahm sie 1959 vollständig. Minden-Deutz-Drehgestelle wurden danach durch Rheinstahl Siegener Eisenbahnbedarf (SEAG) hergestellt.
1971 ging SEAG in der Waggon Union auf, ab 1975 wurden alle Drehgestelle unter dem Namen Waggon Union gefertigt. 1976 wurde die Konstruktion von Köln-Deutz nach Siegen verlagert.
Minden-Deutz-Drehgestelle wurden in mehreren Ländern in Lizenz gefertigt, dazu gehören die Länder Schweden, Italien, Frankreich, Dänemark, Norwegen, Spanien und Finnland sowie sozialistische Staaten wie Polen oder Rumänien. In Spanien und Finnland entstanden Ausführungen für Breitspur. 1976 wurden 500 Minden-Deutz-Drehgestelle unter der Bezeichnung MD 76 in die USA geliefert. Dort liefen sie in Doppelstockwagen des Typs Superliner. Die Achslast dieser Wagen betrug 22 t und erforderte umfangreiche Anpassungen der Konstruktion.

## Einsatz im Intercity-Verkehr

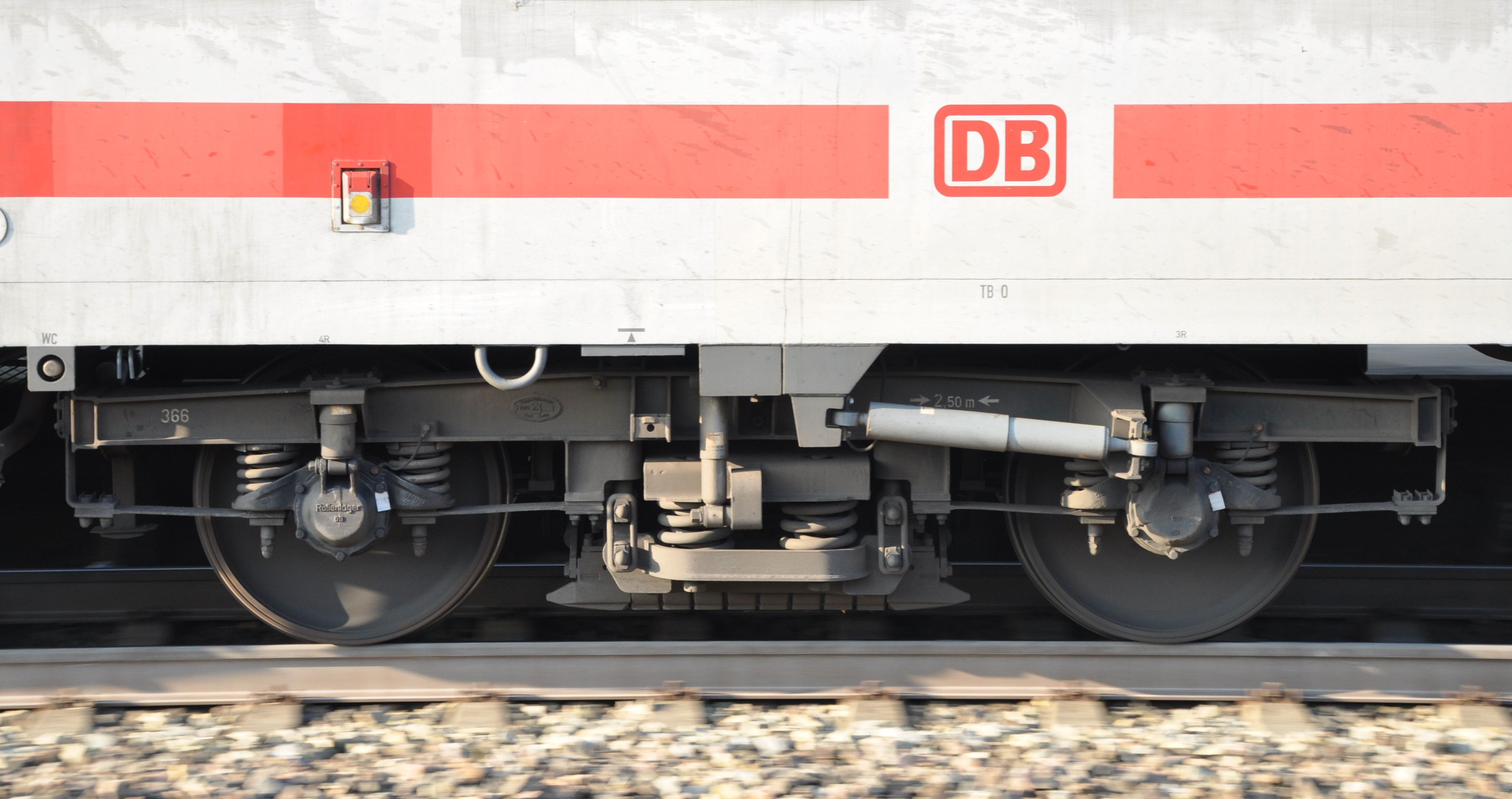
Drehgestell der Bauart MD 366 mit nachgerüsteter Magnetschienenbremse

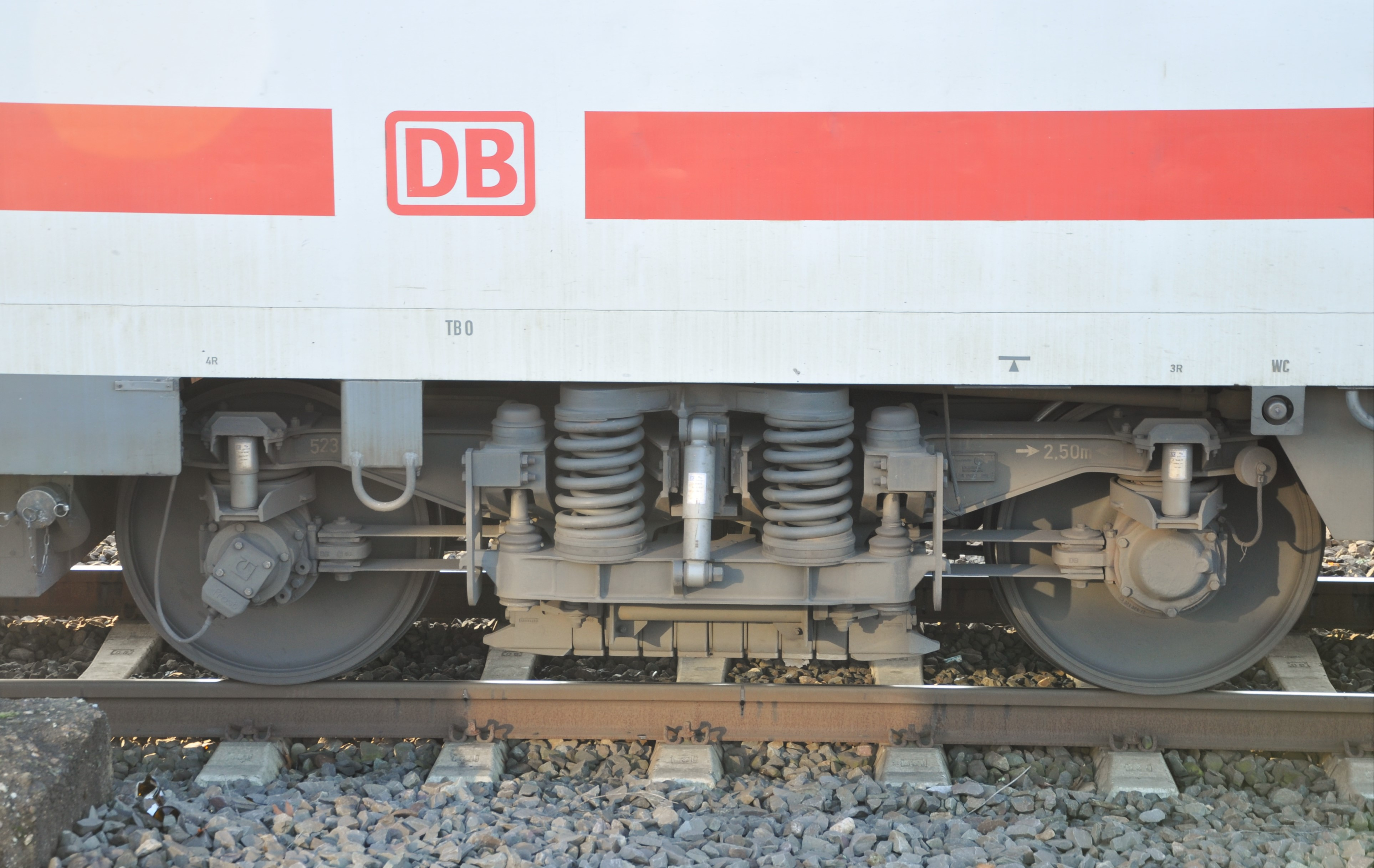
Drehgestell der Bauart MD 523

Mitte der 1970er-Jahre plante Bundesbahn die Erhöhung der Geschwindigkeit von Intercity-Zügen auf 200 km/h. Die Drehgestelle des Typs MD 33 mit Klotzbremsen, die in den UIC-X-Wagen eingebaut waren, erreichten Höchstgeschwindigkeiten von 140 km/h. Die mit Scheibenbremsen ausgerüsteten MD 36 waren für 160 km/h zugelassen. Um diesen Drehgestell-Typ für 200 km/h tauglich zu machen, wurden ab 1977 die MD 36-Drehgestelle mit Magnetschienenbremse und Schlingerdämpfern nachgerüstet.
1979 erfolgte eine weitaus umfangreichere Weiterentwicklung des MD 36-Drehgestells zum Drehgestell der Bauart MD 52: Die Kopfträger an den Enden des Drehgestells entfielen, so dass sie bei gleichem Achsstand und gleichem Raddurchmesser um 806 mm kürzer waren. Jede Radsatzwelle erhielt in der Regel zwei Bremsscheiben mit einem Durchmesser von 640 mm – aus Platzgründen wäre ein größerer Durchmesser nicht möglich. Für den Rahmen wurde die Stahlsorte St 52-3 verwendet. Auffällig ist die Änderung der Position der Wiege, die sich nun oberhalb statt wie bei früheren Minden-Deutz-Drehgestellen unterhalb des Langträgers befindet. Die Primärfederung wird je nach Ausführung mit Schraubenfedern und Schwingungsdämpfern oder mit selbstdämpfenden Elastomerfedern sichergestellt, für die Sekundärfederung werden vier Schraubenfedern mit zwei dazwischen angeordneten Sekundärdämpfern verwendet. Aufgrund der weit außen liegenden Sekundärfedern sind Wankstützen nicht mehr erforderlich, andererseits ermöglicht diese Anordnung nicht mehr den Anbau von Kardangeneratoren, weshalb Wagen mit MD 52-Drehgestellen in der Regel Zugsammelschiene erfordern. Die mechanische Drehhemmung über Reibplatten ersetzt die hydraulischen Schlingerdämpfer. Dank dieser Neuerungen ist das MD 52 weniger komplex als das MD 36. Die Masse der Drehgestelle variiert je nach Unterbauart von 6,2 t bis 7 t.
Von den MD 52-Drehgestellen entstanden verschiedene Varianten, die durch Hinzufügen einer dritten Zahl unterschieden werden. Die regulär unter Intercity-Wagen der Deutschen Bundesbahn eingebaute Bauart ist MD 523. Im Vergleich unterschied sich die Bauart MD 524 beispielsweise durch eine dritte Bremsscheibe auf jeder Radsatzwelle.
Mitte der 2000er-Jahre wurden rund 1000 Drehgestelle der Deutschen Bahn bei Bombardier Transportation, durch diverse Fusionen das Nachfolgeunternehmen von Waggon Union, aufgearbeitet. Hierbei wurden insbesondere die Drehgestellrahmen ausgetauscht, die nach rund 25 Jahren im Einsatz bedingt durch Umwelteinflüsse und die Fäkalien der Fallrohrtoiletten korrodiert waren.

## Einsatz im Hochgeschwindigkeitsverkehr

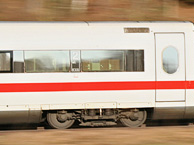
Drehgestell MD 530 unter einem Mittelwagen des ICE 1

Der erste Prototyp für den ICE, der InterCityExperimental, hatte in seinen im Juli 1985 ausgelieferten Mittelwagen drei verschiedene Drehgestelle: Ein Koppelrahmen-Drehgestell von MAN, ein "Hochleistungsdrehgestell" von Messerschmitt-Bölkow-Blohm sowie das Versuchsdrehgestell MD 52-530 von Waggon Union. Dieses Drehgestell entstammte der Minden-Deutz-Familie, jedoch mit einem Achsabstand von 2.800 mm. Am 1. Mai 1988 stellte der InterCityExperimental mit dem MD 52-350-Drehgestell einen zwischenzeitlichen Geschwindigkeitsrekord für Schienenfahrzeuge auf.
Parallel zu den Versuchen im InterCityExperimental wurden Tests mit einem modifizierten MD 52-Drehgestell durchgeführt, um zu untersuchen, ob der bisherige Achsabstand von 2500 mm auch bei den Geschwindigkeiten des Hochgeschwindigkeitsverkehrs eine ausreichenden Laufruhe bietet. Hierzu wurden zwei Intercity-Großraumwagen des Typs Bpmz 291 mit diesen Drehgestellen versehen  und mit einer französischen TGV-Einheit gekuppelt. Dabei wurden sowohl neue als auch abgenutzte Radsätze verwendet. Im Rahmen der TGV-Versuchsfahrten wurde eine Geschwindigkeit von 283 km/h erreicht. Es folgten Versuche auf dem Rollenprüfstand München-Freimann, die bis zu dessen Bemessungsgeschwindigkeit von 500 km/h fortgesetzt wurden. Mit einem modifizierten MD 52 Drehgestell, das in einen Bpmz291.2 eingebaut wurde, führte man im April 1987 Versuche auf der Neubaustrecke Mannheim-Stuttgart durch. Der Wagen wurde hierzu einfach hinter den ICE V gekoppelt.
Aufgrund der positiven Erfahrungen während der Testfahrten erhielten die Serienfahrzeuge des Typs ICE 1 Minden-Deutz-Drehgestelle mit dem bewährten Achsstand von 2500 mm. Diese Drehgestelle tragen die Bezeichnung MD 530 und haben eine Länge von 3480 mm sowie eine Breite von 2800 mm. Bei der Konstruktion wurde Wert darauf gelegt, das Drehgestell kompakt genug auszuführen, um die aerodynamische Verkleidung des Wagenkastens nicht unterbrechen zu müssen. Der Raddurchmesser liegt neu bei 920 mm und verringert sich im Betrieb auf bis zu 860 mm. Die Masse beträgt 7,40 t, eine Magnetschienenbremse ist eingebaut. An jeder Welle sitzen vier gegossene Bremsscheiben mit 8”-Bremszylindern Die Feststellbremse wirkt auf ein Drehgestell pro Wagen und dort auch nur auf einen Radsatz. Triebzug und Drehgestell sind bis 280 km/h zugelassen; im Rahmen der Zulassungsfahrten musste die Betriebssicherheit bei einer 10 Prozent höheren Geschwindigkeit, also 308 km/h, nachgewiesen werden. 
Es wurden 60 ICE-1-Einheiten gebaut, in denen eine vierstellige Zahl von MD 530-Drehgestellen zum Einsatz kommt. Sowohl die Primärfederung als auch die Sekundärfederung bestehen aus Schraubenfedern. Da dies im Betrieb zu Vibrationen führte, wurden die Radsätze zur Erhöhung des Fahrkomforts bei hohen Geschwindigkeiten mit Gummifedern zwischen Radscheibe und Radreifen ausgestattet. Durch den Bruch eines dieser Radreifen wurde der ICE-Unfall von Eschede ausgelöst.

## Ende der Fertigung von Minden-Deutz-Drehgestellen
Für den ICE 2 wurde eine ICE-1-Einheit mit Drehgestellen verschiedener Hersteller ausgerüstet. Darunter zählte auch das zur Minden-Deutz-Familie gehörende Drehgestell der Bauart WU 92. Den Zuschlag für die Serienfertigung erhielt jedoch nicht Waggon Union mit dem Minden-Deutz-Drehgestell, sondern Simmering-Graz-Pauker mit dem Drehgestell SGP 400. Ausschlaggebend für diese Entscheidung war die Luftfederung des SGP 400. Auch der ICE 3 erhielt SGP-Drehgestelle der Bauart SGP 500, die für die DB-Baureihe 407 noch weiterentwickelt wurden.
Nach der Bahnreform bestellte die Deutsche Bahn AG anstelle von konventionellen Reisezugwagen vermehrt Triebzüge und Doppelstockwagen. Die ab 1994 hergestellten Doppelstockwagen wurden nicht mit Minden-Deutz-Drehgestellen, sondern mit Drehgestellen der Bauart Görlitz ausgestattet. Bedarf an Minden-Deutz-Drehgestellen, die nicht mit Niederflurtechnik kompatibel waren, bestand nicht mehr. Waggon Union wurde 1990 von ABB Henschel übernommen, das wiederum erst in Adtranz, dann in Bombardier Transportation und anschließend in Alstom aufging. Seitdem betreibt Alstom das ehemalige Drehgestell-Werk der Waggon Union in Netphen und stellt dort unter anderem im Auftrag von Siemens die Drehgestelle des ICE 4 her.